# Шеверняев, Иван Сидорович
Иван Сидорович Шеверняев (4 июля 1937, село Тхарин, Рогачевский район, Гомельская область Белорусская ССР, СССР — 2002, город Одесса, Украина) — украинский советский деятель белорусского происхождения, начальник Одесской железной дороги . Депутат Верховного Совета УССР 11-го созыва.

## Биография
Родился в семье колхозника.
В 1954 году поступил в Гомельский техникум железнодорожного транспорта, который закончил в 1957 году и был направлен на Казанскую железную дорогу, где в апреле 1957 года начал трудовую деятельность дежурным по путям станции Канаш .
В августе 1957 г. назначен дежурным по станции Канаш. С января по июль 1958 исполнял обязанности начальника технической конторы этой же станции. С июля 1958 по апрель 1960 года работал поездным диспетчером Канашского отделения Казанской железной дороги.
В апреле 1960 года начал работать старшим весовщиком на станции Нижнеднепровск-Узел Приднепровской железной дороги .
В июле 1960 г. был назначен коммерческим ревизором Днепропетровского отделения. В мае 1961 года назначен старшим помощником начальника станции Сухачевка Приднепровской железной дороги. С октября 1964 по сентябрь 1965 работал поездным диспетчером Днепропетровского отделения. С сентября 1965 года — начальник станции Сухачевка Приднепровской железной дороги.
В мае 1967 г. переходит в управление Приднепровской железной дороги, где его назначают старшим дежурным помощником начальника оперативно-распорядительного отдела службы движения.
В 1968 году окончил Днепропетровский институт инженеров железнодорожного транспорта имени Калинина .
Член КПСС с 1968 года.
В августе 1969 стал сменным заместителем начальника службы движения. В феврале 1970 г. назначен заместителем начальника службы движения Приднепровской железной дороги.
В феврале 1976 года — начальник Знаменского отделения Одесско-Кишиневской железной дороги .
В феврале 1977 года назначен начальником службы движения — заместителем начальника Одесско-Кишиневской железной дороги.
После разделения в октябре 1979 года Одесско-Кишиневская железная дорога на Одесскую и Молдавскую занял пост 1-го заместителя начальника Одесской железной дороги.
В марте 1981 — декабре 1986 года — Начальник ОЖД.
С декабря 1986 года — директор Одесского филиала института «Днепрожелпроект» .
В 1992 году назначен представителем Укрзализныци в Республике Болгария.
Затем — на пенсии в городе Одессе.

## Награды
- орден Трудового Красного Знамени
- медали
- знак «Почетный железнодорожник»